# Jacob Opdahl
Jacob Opdahl (født 15. januar 1894 i Bergen, død 20. marts 1938 smst) var en norsk gymnast, som deltog i to olympiske lege i begyndelsen af 1900-tallet.
Opdahl var ved OL 1912 i Stockholm med på det norske hold, som i gymnastik vandt holdkonkurrencen for hold i frit system. Nordmændene opnåede 22,85 point og vandt guld foran finnerne med 21,85 og danskerne med 21,25 point. Der var fem hold med i konkurrencen.
Ved legene otte år senere i Antwerpen var han igen med på det norske hold i holdkonkurrencen i fri stil. Her vandt nordmændene sølv med 48,55 point, mens Danmark vandt guld med 51,35 point. Kun de to hold deltog i konkurrencen.
Hans bror Nils Opdahl var også med på holdet under OL 1912.